# Уньва (приток Яйвы)
Уньва (в верховье — Большая Уньва) — река в России, протекает в Усольском районе Пермского края. Устье реки находится в 40 км по правому берегу реки Яйва. Длина реки составляет 41 км. В 21 км от устья принимает слева реку Малая Уньва.
Исток реки юго-западнее посёлка Железнодорожный в 14 км к юго-востоку от центра Березников. Река течёт на юг, после впадения Малой Уньвы поворачивает на юго-запад. Верхнее и среднее течение проходит по ненаселённому лесному массиву, в нижнем течении протекает по южной окраине села Романово и впадает в Яйву в черте села Вогулка. Притоки — Шанин Лог, Царева Уньва, Крутик, Малая Уньва, Быстрая (левые); Песьянка, Малая Палашерка, Большая Палашерка, Чижанка (правые).

## Данные водного реестра
По данным государственного водного реестра России относится к Камскому бассейновому округу, водохозяйственный участок реки — Кама от города Березники до Камского гидроузла, без реки Косьва (от истока до Широковского гидроузла), Чусовая и Сылва, речной подбассейн реки — бассейны притоков Камы до впадения Белой. Речной бассейн реки — Кама.
Код объекта в государственном водном реестре — 10010100912111100007468.